# نهر ميرسيد

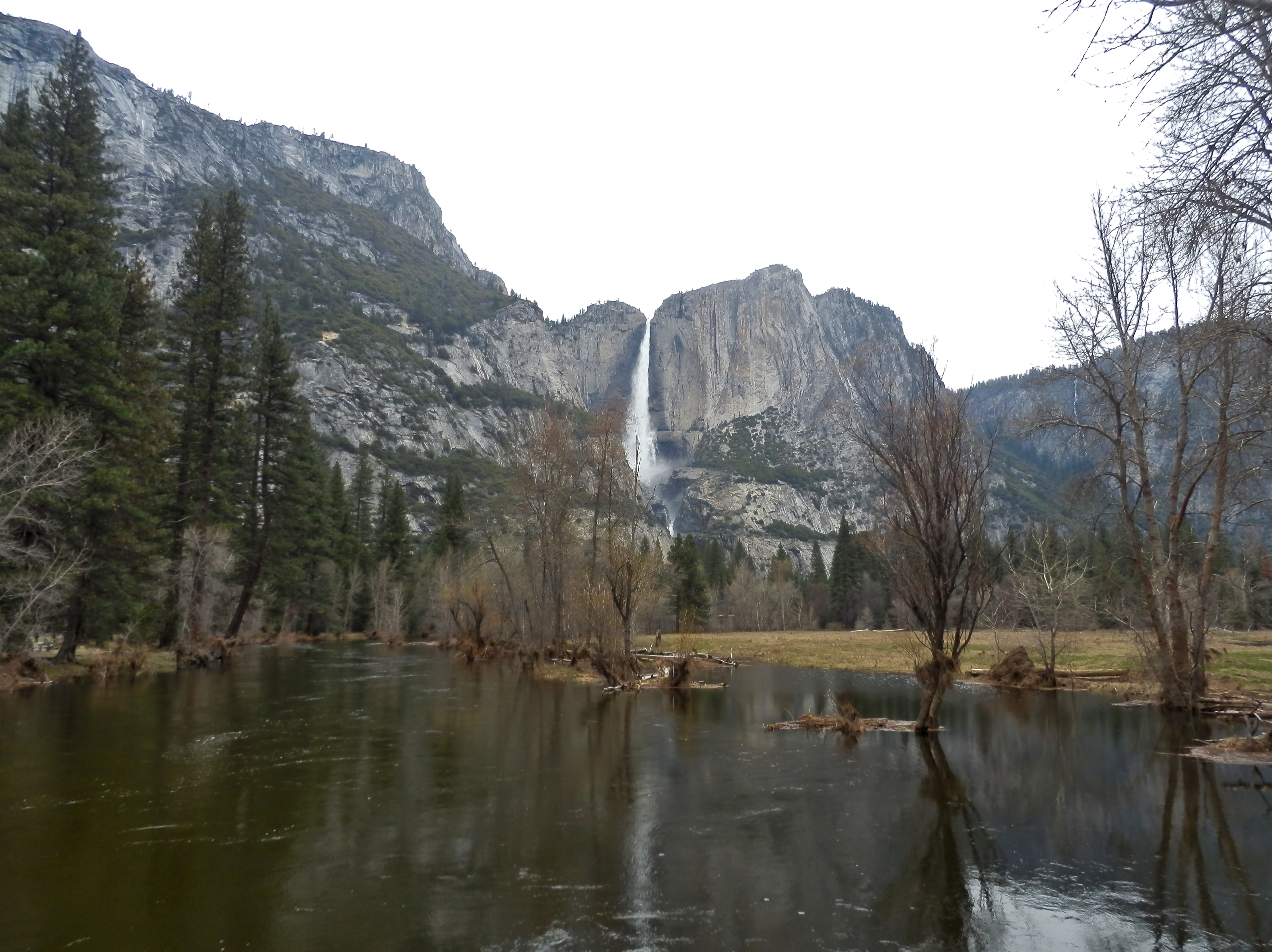
نهر ميرسيد في وادي يوسيميتي.

نهر ميرسيد (بالإنجليزية: Merced River)‏ هو نهر يقع في وسط ولاية كاليفورنيا في الولايات المتحدة بطول 233 كم، رافد لنهر سان هواكين حيث يجري من سفوح سييرا نيفادا إلى الوادي المتوسط. يعرف النهر بانحداره الكبير خلال الجانب الجنوبي من حديقة يوسيميتي الوطنية ووادي يوسيميتي الشهيرين. يتغير سلوك النهر عندما يصل إلى سفوح التلال حيث يبطئ جريانه مساهما في ري السهول الزراعية.